# Chris Howland

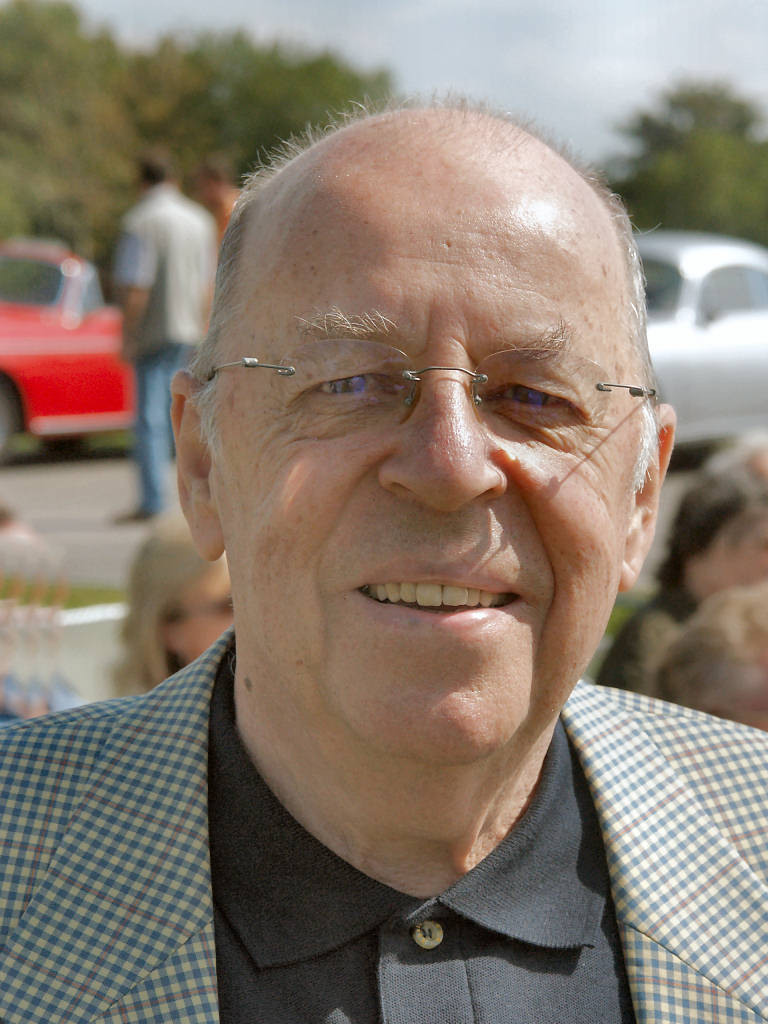
Chris Howland (2005)

John Christopher „Chris“ Howland (* 30. Juli 1928 in London; † 29. November 2013 in Rösrath) war ein britischer Schlagersänger, Hörfunk- und Fernsehmoderator, Schauspieler und Buchautor, der vor allem in Deutschland bekannt wurde.

## Leben

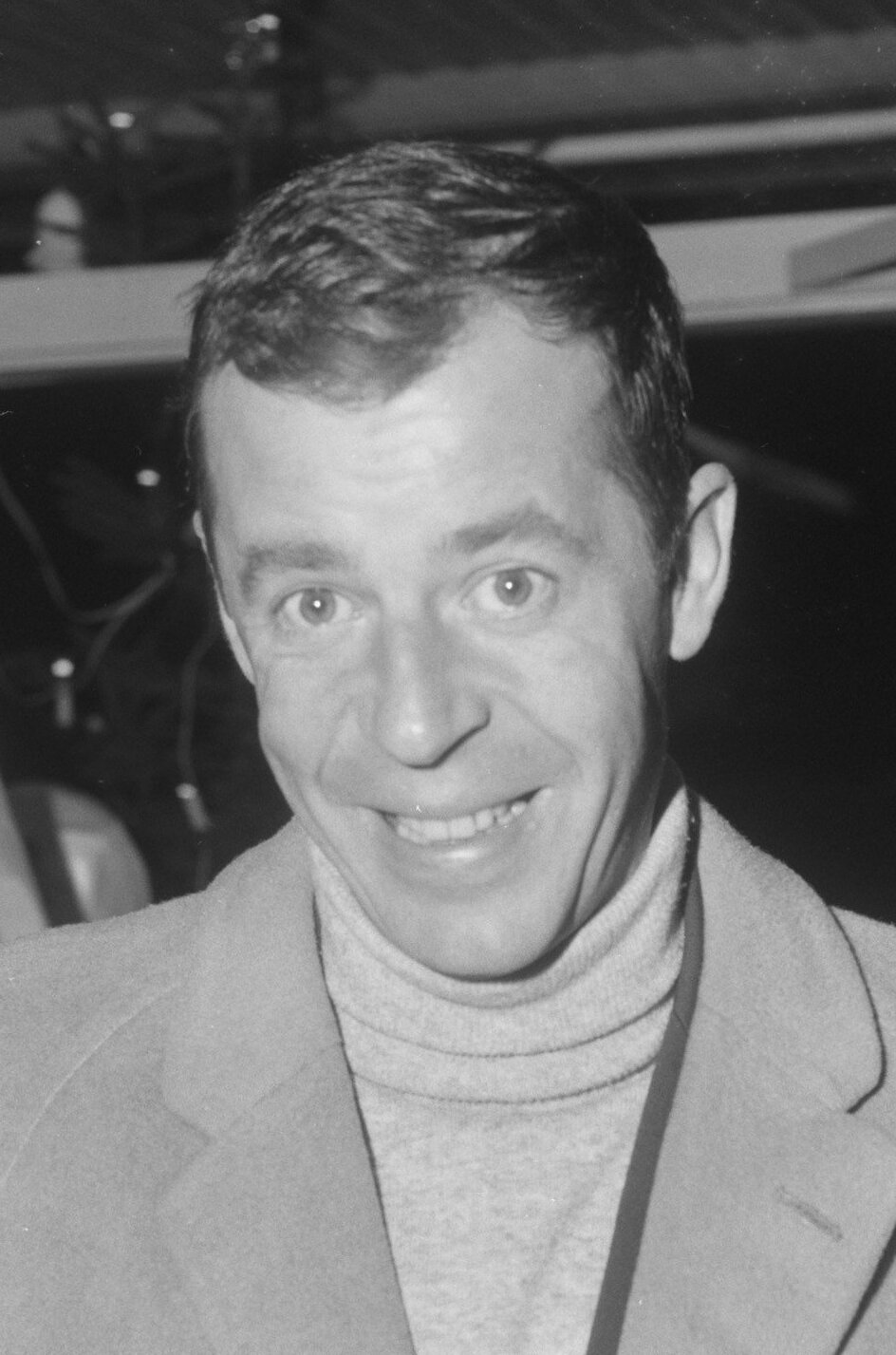
Chris Howland (1965)

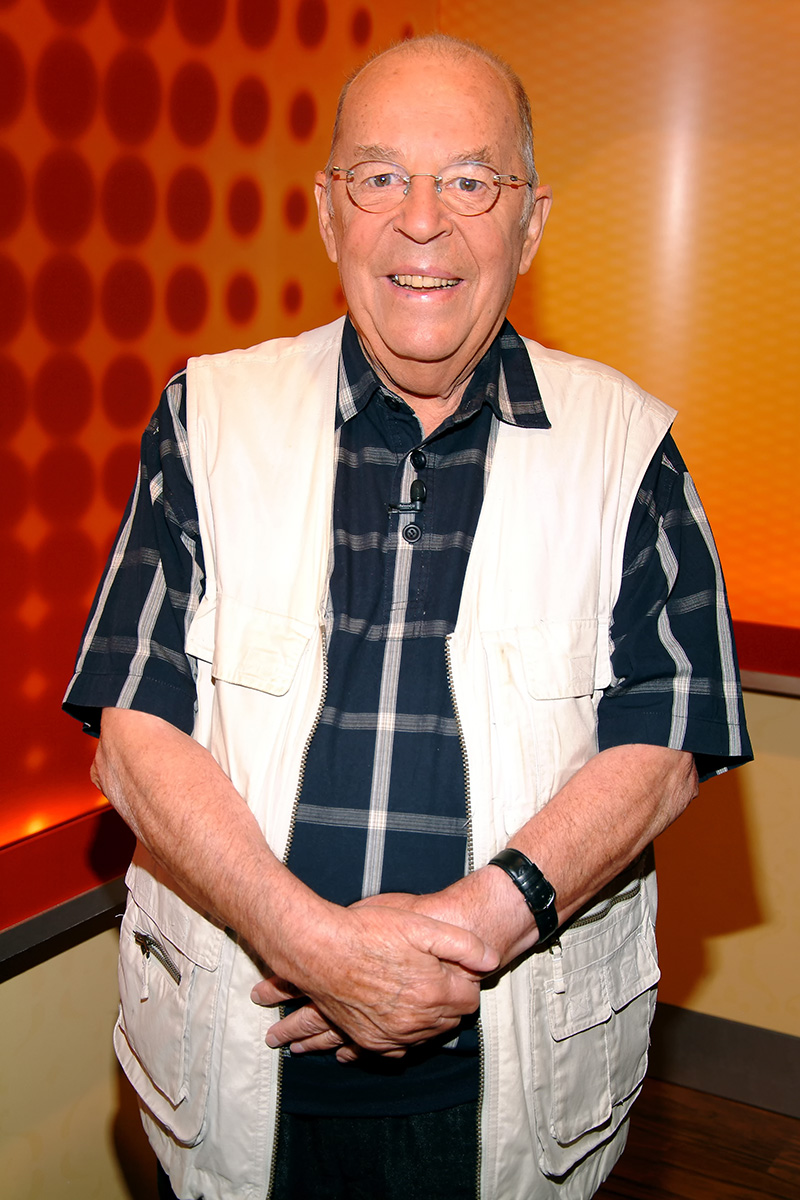
Chris Howland (2009)

Der Sohn eines Redakteurs der BBC und einer Fotografin wurde in London geboren und wuchs in Südengland auf. Bereits als Kind lernte er Klavierspielen und erlernte später den Beruf des Imkers. Nach dem Zweiten Weltkrieg wurde Chris Howland am 12. März 1948 Mitarbeiter des Radiosenders der Britischen Armee BFN (British Forces Network, heute BFBS). Noch im Jahr 1948 wurde er Chefsprecher und Chef der Musikabteilung beim BFN. Beim neuen Soldatensender mussten alle Sprecher vielseitig verwendbar sein, so dass Howland auch in einer Sprecherrolle der Serie Adventures of Robin Hood zu hören war. Hauptamtlich moderierte er insbesondere die Sendungen Family Favourites und Breakfast Club.
Howland sprach 1952 beim NWDR vor und wurde dort als Diskjockey eingestellt. Man hoffte, mit ihm an BFN und AFN verlorene jugendliche Hörer zurückzugewinnen. Am 1. September 1952 moderierte er die Sendung Rhythmus der Welt, in der er als „Schallplattenreiter“ zwanglos über Trends und Neuheiten der internationalen Musikszene berichtete. Diesen Namen hat Chris Howland erfunden, den er in der Zeit beim BFN geprägt hat; „Disc-Jockey“ wollte man den deutschen Zuhörern anfangs nicht zumuten, daher hat Howland den englischen Begriff erst nach und nach in den deutschen Medien eingeführt. Sein britischer Akzent und seine knarrende Stimme machten ihn schnell bei den Radiohörern beliebt. Wenig später moderierte er die Radiosendung Spielereien mit Schallplatten, in der er ebenfalls englischsprachige Musik spielte, was damals ein Novum in der deutschen Radiolandschaft war und womit viele Zuhörer gewonnen werden konnten. In einer dieser zahlreichen Sendungen gab er sich selbst den Spitznamen „Heinrich Pumpernickel“, später auch „Mr. Pumpernickel“. Anfang 1954 zog er mit dem BFN von Hamburg nach Köln, dem neuen Hauptsitz des BFN. Im selben Jahr begann er beim NWDR Köln, der sich ab Januar 1956 nach der Regionalteilung WDR nannte.
Am 6. September 1953 hatte der Fernsehfilm Schlager-Expreß Premiere, in dem Howland als Sänger auftrat. Dies war der Beginn einer Vielzahl von Kinofilmen, an denen Howland mitwirkte. In der Musikromanze Ball der Nationen (25. Dezember 1954) spielte er den Dr. Johnson, in Der Major und die Stiere (28. Oktober 1955) tauchte er in der Rolle des Sergeant Bobby auf, eine Rolle als junger Engländer übernahm er in dem Film Verlobung am Wolfgangsee (25. Oktober 1956). Die Heinz-Erhardt-Komödie Witwer mit fünf Töchtern (6. September 1957) präsentierte Howland in der Rolle des Mr. Printice und in Haus Vaterland (13. August 1959) erschien er als Freddy.
1959 ging Howland vorübergehend nach Großbritannien, um dort die Fernseh-Talkshow People and Places zu leiten.
1961 kehrte er wieder nach Deutschland zurück, wo er zuerst beim WDR die Hörfunksendung Musik aus Studio B moderierte. Im Gegensatz zu seinen früheren Radiosendungen wurde dort vor allem deutschsprachige Musik präsentiert und selbst internationale Gäste sangen ihre Titel, bis auf wenige Ausnahmen, auf Deutsch. Diese Sendung wurde dann vom NDR im Ersten Fernsehprogramm ausgestrahlt, wo sie vom 22. Oktober 1961 bis zum 26. August 1969 insgesamt 59-mal zu sehen war. Sie entwickelte sich schnell zu einer der beliebtesten Fernsehsendungen der 1960er-Jahre. Nach Differenzen zwischen Chris Howland und seinem Redakteur und Regisseur Sigmar Börner auf der einen Seite sowie auf der anderen Seite Harald Vock, dem damaligen Leiter der NDR-Fernsehunterhaltung, ließ Chris Howland seinen Vertrag auslaufen. Auch Unverständnis in der Presse und massive Publikumsproteste stimmten den Hauptabteilungsleiter nicht um. In der Folge veranlasste Harald Vock die Löschung sämtlicher Aufzeichnungen und zerstörte damit ein Stück deutscher Fernsehgeschichte.  Übrig blieb nur die 50. Sendung vom 22. Januar 1968, die entgegen den anderen Sendungen eher als Klamauk-Sendung gestaltet war. Nach Howlands Ausscheiden wurde die Fernsehsendung noch mit weiteren Moderatoren fortgesetzt, konnte jedoch nicht an die Erfolge mit Howland anknüpfen und wurde schließlich abgesetzt. Über zehn Jahre nach seinem Ausscheiden moderierte Howland dann von 1980 bis 1983 im Hörfunksender NDR2 69-mal eine Radiosendung mit gleichem Namen.
Ab dem 18. Juli 1961 war er Moderator der Sendung Vorsicht Kamera, womit er die Idee der britischen Fernsehsendung Candid Camera erstmals nach Deutschland brachte. Er moderierte diese Sendung 30-mal bis 1966 und seitdem ist die Idee unter diversen Namen und mit immer neuen Moderatoren Bestandteil des deutschen Fernsehens.
Parallel dazu verlief Howlands Plattenkarriere. Nach einem eher erfolglosen Debüt um das Jahr 1953 hatte er mit Japanisches Abschiedslied, der deutschen Version des Liedes Japanese Farewell von Kay Cee Jones, seinen ersten kommerziellen Erfolg. Seine größten Erfolge feierte er im Mai 1958 mit Fraulein und im Mai 1959 mit Das hab’ ich in Paris gelernt. Beide Titel wurden von Hans Bertram in Köln produziert und erreichten jeweils Platz 3 in der deutschen Hitparade.
Einen weiteren Höhepunkt erfuhr Howlands Karriere durch sein Mitwirken in fünf Karl-May-Filmen der 1960er Jahre. War sein Einsatz in Winnetou 1. Teil (als Lord Tuff-Tuff; Premiere am 11. Dezember 1963) noch ein Füllsel, um den Film lustiger zu machen, erhielt er schon in seinem zweiten May-Film Der Schut (20. August 1964) als Butler Archie nach Hauptdarsteller Lex Barker die zweithöchste Gage. Diese Rolle spielte er auch noch in Durchs wilde Kurdistan (28. September 1965) und in der Fortsetzung Im Reiche des silbernen Löwen (31. Dezember 1965). Im selben Jahr stand er dann noch ein letztes Mal in einem May-Film vor der Kamera in Das Vermächtnis des Inka (9. April 1966), der ihm allerdings keine großen schauspielerischen Leistungen abforderte, konnte er doch als verlauster Indio „Don Parmesan“ die meiste Zeit unter einer Decke Siesta halten.
1970 verließ Howland Deutschland erneut, um sich um sein Hotel auf Mallorca zu kümmern, wo er auch am Aufbau des ersten deutschsprachigen Radiosenders beteiligt war. 1975 kehrte er wieder nach Deutschland zurück und moderierte erneut Radio- und Fernsehsendungen. Im Zeichentrickfilm Asterix bei den Briten aus dem Jahr 1986 lieh er dem Briten Teefax seine Stimme.
2002 wurde Howland mit dem Scharlih ausgezeichnet, dem ältesten Preis, der mit dem Namen Karl May verbunden ist. Damit wurden seine Auftritte in den Karl-May-Filmen geehrt.
Seine letzte Radiosendung, die zugleich seine alte Sendung beim NWDR war und die er bis zu seinem Tode moderierte, war Spielereien mit Schallplatten, die 2004 auf WDR 4 wieder aufgenommen wurde. Zunächst wurde die Sendung sonntags nachmittags ausgestrahlt, später dann dienstags abends von 20:05 Uhr bis 21:00 Uhr. Titelmelodie aller seiner Sendungen war Melody fair von Robert Farnon. Wie schon früher wurde englischsprachige Musik der 1940er- bis 1960er-Jahre gespielt.
Im Juli 2009 erschienen mit Yes, Sir! – Aus dem Blickwinkel eines englischen Gastarbeiters seine Lebenserinnerungen. Im Herbst 2012 stiftete er sein „Ein-Mann-Tonstudio“ aus dem Jahr 1986, das seit etwa 20 Jahren nicht mehr benutzt worden war, dem Phono- und Radiomuseum in Dormagen, wo es bei Präsentationen und Workshops auch wieder in Gebrauch genommen werden soll.
Zu seinem 85. Geburtstag widmete ihm der SWR eine Fernsehsendung, die ein Mitschnitt einer seiner Lesungen seines Buches Yes, Sir! war und die am 15. Mai 2013 in Kerpen (Eifel) im Das kleine LANDCAFE aufgezeichnet wurde.
Howland lebte in Rösrath bei Köln und trat in Musiksendungen mit seinen alten Erfolgsplatten auf. Außerdem hatte er Auftritte in Talkshows und Lesungen. Noch bis wenige Tage vor seinem Tod moderierte er seine Radiosendung Spielereien mit Schallplatten auf WDR4 – seine letzte Sendung war am 26. November 2013. Am 29. November 2013 starb Howland in seinem Heimatort Rösrath im Alter von 85 Jahren. Er wurde am 21. Dezember 2013 im Friedwald Lohmar-Heide bestattet.

## Filmografie

### Kinofilme
- 1954: Ball der Nationen
- 1955: Der Major und die Stiere
- 1956: Küß mich noch einmal
- 1956: Verlobung am Wolfgangsee
- 1957: Schütze Lieschen Müller
- 1957: Witwer mit fünf Töchtern
- 1959: Tausend Sterne leuchten
- 1959: Das blaue Meer und Du
- 1960: Das hab’ ich in Paris gelernt
- 1960: Gauner-Serenade
- 1961: Schlagerparade 1961
- 1961: Am Sonntag will mein Süßer mit mir segeln gehn
- 1962: Das Geheimnis der schwarzen Koffer
- 1962: Tanze mit mir in den Morgen
- 1962: Die Post geht ab
- 1963: Der schwarze Panther von Ratana
- 1963: Die weiße Spinne
- 1963: Und wenn der ganze Schnee verbrennt
- 1963: Der Henker von London
- 1963: Winnetou – 1. Teil
- 1964: Unsere tollen Tanten in der Südsee
- 1964: Frühstück mit dem Tod
- 1964: Die Diamantenhölle am Mekong
- 1964: Der Schut
- 1964: Fanny Hill
- 1964: 2 × 2 im Himmelbett (Halløj i himmelsengen)
- 1965: Durchs wilde Kurdistan
- 1965: Im Reiche des silbernen Löwen
- 1965: Das Vermächtnis des Inka
- 1966: Agent 505 – Todesfalle Beirut
- 1966: Sartana
- 1969: Küß mich, Monster (Bésame monstruo)
- 1969: Rote Lippen – Sadisterotica (El caso de las dos bellezas)
- 1982: Wer spinnt denn da, Herr Doktor?
- 1988/89: Täglich Fernsehen
- 1991: Farßmann oder Zu Fuß in die Sackgasse
- 2007: Neues vom Wixxer

### Fernsehfilme und Serien
- 1955: Die letzte Nacht der Titanic
- 1970: Das Mädchen seiner Träume
- 1971: Hilfe, meine Mädchen sind weg!
- 1971: Glückspilze
- 1979: Noch ’ne Oper
- 1980: Im Tal des Todes
- 1980: Hollywood, ich komme
- 1982: Das Traumschiff: Grenada
- 1986: Fraulein – Ein deutsches Melodram
- 1990: Hotel Paradies (2 Episoden: Ein Bild verschwindet & Der Schminkkoffer)
- 2004: Unser Charly (Episode: Geheime Wege)
- 2007: Die Märchenstunde (Episode: Aschenputtel – Für eine Handvoll Tauben)

### Synchronisation
- 1986: Asterix bei den Briten (Stimme für Teefax)

## Fernsehsendungen
- 1953: Der Schallplatten-Jockey
- 1958: Cocktail
- 1958–1960: People and Places
- 1961: Stippvisite
- 1961–1969: Musik aus Studio B
- 1961–1964: Vorsicht Kamera
- 1962–1963: Tele-Jockey
- 1968–1969: Betty's Beat-Box-Haus
- 1976: Gestatten neue Platten
- 1977: Pop'77
- 1982: Chris Howland präsentiert Höchstleistungen, Aus dem Guinness-Buch der Rekorde
- 1983–1987: Souvenirs, Souvenirs
- 1991: Vorsicht Kamera, Neuauflage bei Sat.1
- 1993: Küsse unterm Regenbogen (Oldie-Sendung)
- 1994: Sternschnuppen
- 2007: Der große Witze-Abend (2 Teile) beim MDR
- 2011: Germaine Damar – Der tanzende Stern (TV-Dokumentation) – Regie: Michael Wenk

### Als Gaststar (Auswahl)
- 1960 (14. Mai): Schlager, Hits und Evergreens
- 1961 (26. August): Großstadtmelodie
- 1962 (29. Dezember): Der vorvorletzte Tag
- 1964 (11. April): Bonsoir, Kathrin!
- 1966 (18. Dezember): Stars in der Manege
- 1966 (31. Dezember): Es funkeln die Sterne – Eine musikalische Silvesterreise um die Welt
- 1968: Schlager für Schlappohren
- 1969 (27. März): Der goldene Schuß
- 1970 (13. Juni): Rudi Carrell Show: Flughafen
- 1970 (31. Dezember): Pauls Silvesterparty
- 1971 (7. Oktober): Die Vico-Torriani-Show
- 1972 (6. Juli): Dalli Dalli
- 1975 (17. Mai): Am laufenden Band
- 1976 (6. März): Musik ist Trumpf
- 1976 (31. Dezember): Jetzt geht die Party richtig los
- 1977 (19. April): Klimbim
- 1977 (19. Juli): Klimbim
- 1978 (22. April): Musik ist Trumpf
- 1978 (12. Juni): disco
- 1979 (10. März): Sing mir das Lied noch einmal
- 1980 (25. Februar): disco
- 1980 (23. Oktober): So wird's nie wieder sein
- 1981: Goldene Europa
- 1982 (27. Mai): Mit Musik geht alles besser
- 1986 (30. Juli): Showgeschichten
- 1986 (7. Dezember): Kinder – wie die Zeit vergeht: 40 Jahre RIAS
- 1987: Frankobella: Sketchshow mit Frank Zander
- 1992: Sonntagstiere SAT 1
- 1996 (10. Juli): Zimmer frei!
- 2001 (30. August): Die Stunde der Stars
- 2007 (24. Februar): DAS!
- 2007 (16. März): Volle Kanne
- 2007 (17. Juni): Einfach Alsmann
- 2008 (13. Juli): DAS!
- 2009 (8. August): Lafer! Lichter! Lecker! Gäste: Chris Howland und Ingo Oschmann[8]
- 2009 (28. August): Die Tietjen und Dibaba
- 2009 (18. Dezember): Kölner Treff
- 2010 (20. November): 40 Jahre Bläck Fööss – Die lange Nacht im WDR-Fernsehen

## Radioreihen
- Musik aus Studio B (1961–197?, 1980–1983: NDR2)
- Spielereien mit Schallplatten (1950er-Jahre – 19??: NWDR, später WDR; 2004–2013: WDR4)

## Hörspiele
- 1970: Rolf Biebricher: Peter Armstrong lebt gefährlich – Regie: Klaus Groth, Jörg Franz (Kriminalhörspiel – SR)
- 1989: Peter Jacobi, Gert Roland: Das Mitmach-Hörspiel: Achtung Aufnahme! (John McDough) – Regie: Klaus Wirbitzky (Hörspiel – WDR)

Quelle: ARD-Hörspieldatenbank

## Diskografie
Singles
- 1957: Japanisches Abschiedslied (gesungen von Kay Cee Jones, mit deutschem Kommentar von Chris Howland) / I wore dark glasses (Kay Cee Jones)
- 1958: Fräulein / Mama
- 1958: Susie Darling / The Rain Falls On Ev’rybody
- 1958: Verboten / Ja, ja, wunderbar
- 1959: Das hab’ ich in Paris gelernt / Blonder Stern
- 1959: Der Dumme im Leben ist immer der Mann (Duett mit Fred Bertelmann) / O Yes, Okay, Allright
- 1959: Patricia / Venus
- 1959: Es braucht nicht alles wahr zu sein / Kleines Mädchen aus Berlin
- 1960: Und schuld daran sind nur die Frau’n (Duett mit Fred Bertelmann) / Das macht ja nix
- 1960: Die Mutter ist immer dabei / Geh’n Sie nicht allein nach Hause
- 1961: Hundert schöne Frau’n / Elisabeth
- 1961: Gnädige Frau, wo waren sie gestern? / 1,2,3,4,5,6,7, wo ist meine Braut geblieben
- 1961: Hämmerchen-Polka / Sie weiß noch nicht, dass ich sie liebe
- 1962: Mädchen für alles / Cleopatra
- 1962: Sagst du alles deiner Frau (Duett mit Bill Ramsey) / Zwei alte Freunde (Duett mit Bill Ramsey)
- 1962: Das hat sich Tante Emma aus Italien mitgebracht / Das tut gut, das tut gut, das tut gut
- 1963: Knallbonbon / Schade, dass sie schon vergeben sind
- 1963:  Ich teste ihre Küsse / Lilo, die tätowierte Dame
- 1964: Mini-Bikini / Pumpernickel und Babette
- 1965: Das wußt’ ich schon beim ersten Kuß / Wenn der Mond scheint
- 1965: Wenn ich James Bond wär’ / Jenkka, Jenkka, Blindekuh
- 1966: Superkalifragilistisch Expiallegorisch / Unterpfaffenhofen über Oberpfaffenhofen
- 1967: Was ein Mann von den Frau'n alles lernen kann / Schone deine Frau
- 1967: Jackson / Wie die Zeit vergeht
- 1969: Bäng-Bäng Lulu / Tante Frieda schreibt an einem Sex-Roman
- 1971: Kein Platz, wo mein Auto parken kann / Dear Ann
- 1975: Europa hieß die Dame / Agathe
- 1976: Wischi-Waschi, Bla Bla Bla / Was mich nicht schlafen lässt
- 1979: Lass’ uns in den Garten geh’n / Der Apfel fällt nicht weit vom Stamm
- 1981: Ich fahr’ gerne ans Meer / Die Mädchen made in Germany
- 1988: Ich mag nur einen Dudelsack / Hipp Hipp Hurra dem Jubilar

Weitere Titel
- 1963: Die Kneipe am Moor (aus dem Film Der Henker von London)
- 1969: …und das elektrische Klavier (veröffentlicht auf dem Sampler Betty's Beat-Box-Haus, Label: Cornet)
- 1969: Mein Vogel (veröffentlicht auf dem Sampler Betty's Beat-Box-Haus, Label: Cornet)

Alben
- 1968: Die tollen Zwanziger Jahre – Chris Howland im Bonnie and Clyde-Sound (SR International)
- 1988: Ein Festival der Rübe (Polyphon)
- 1993: Fraulein (Bear Family)
- 2005: Chris Howland (aus der Reihe Electrola Stars – Schlager & Stars) (EMI)
- 2013: Thank You, Mr. Pumpernickel – Seine größten Erfolge (Musictales)
- 2014: Das Beste von Chris Howland (Delta Music)

Sampler
- 1989: Chris Howland präsentiert Musik aus Studio B – Folge 1 (Ariola)
- 1989: Chris Howland präsentiert Musik aus Studio B – Folge 2 (Ariola)
- 1989: Chris Howland präsentiert Musik aus Studio B – Folge 3 (Ariola)

## Veröffentlichungen
- 1995: Happy Days? Erzählungen. Vorwort von Elke Heidenreich. Kiepenheuer & Witsch, Köln, ISBN 3-462-02454-X.
- 1999: Ganz Deutschland lacht!. Co-Autor neben Dieter Thoma und Michael Lentz. dtv, München, ISBN 3-423-24171-3.
- 2003: Kennen Sie den? Die Lieblingswitze der Deutschen. Co-Autor neben Dieter Thoma und Peter Jamin. dtv, München, ISBN 978-3-423-24377-3.
- 2006: Deutschland lacht wieder. Das Leben der Deutschen im Spiegel ihrer Witze. Co-Autor neben Dieter Thoma und Peter Jamin. dtv, München, ISBN 978-3-423-24574-6.
- 2009: Yes, Sir! Aus dem Blickwinkel eines englischen Gastarbeiters. Kindler Verlag, Reinbek bei Hamburg, ISBN 978-3-463-40565-0.

## Fernsehdokumentationen
- 2013: „Ich kam nach Hause!“ – Chris Howland zum 85. Geburtstag (45-minütige WDR-Dokumentation von Gisbert Baltes)